# Benjamin Minge Duggar
Benjamin Minge Duggar (Gallion, 3 marzo 1872 – 10 settembre 1956) è stato un botanico statunitense.

## Biografia
Dopo aver frequentato le scuole ad  Alabama, Harvard, Germania, Italia e Francia si specializzò in botanica. Lavorò nel dipartimento americano dell'agricoltura e come professore all'università del Missouri dal 1902 al 1907. divenne poi vicepresidente della società americana della botanica dove pubblicò diverse opere. Per quanto riguarda le sue scoperte più importanti nel 1948 riuscì ad ottenere l'aureomicina.

## Opere
Ha pubblicato diverse opere riguardanti la classificazione dei funghi anche in relazione alle possibili patologie 
- Fungous Diseases of Plants (1909)
- Plant Physiology (1911)
- Mushroom Growing (1915)